# Ludus Tonalis
Il Ludus Tonalis (dal latino: gioco tonale, gioco delle tonalità), sottotitolato Kontrapunktische, tonal, und Klaviertechnische Übungen (Esercizi contrappuntistici, tonali e di tecnica pianistica), è una composizione per pianoforte di Paul Hindemith. Fu composto nel 1942, mentre l'autore soggiornava negli Stati Uniti d'America; fu eseguito in prima mondiale nel 1943 a Chicago dal pianista Willard MacGregor. 
La sequenza di brani, che tocca tutte le 24 tonalità maggiori e minori, inizia con un Praeludium in do maggiore a tre voci composto nello stile delle toccate di Johann Sebastian Bach e si conclude con un Postludium che è l'esatta inversione retrograda del Praeludium. Fra il primo e l'ultimo brano hanno luogo dodici fughe a tre parti, separate da undici interludi, ciascuno dei quali inizia nella tonalità della fuga che lo precede e termina nella tonalità della fuga che lo segue (o in una tonalità comunque molto vicina a quella). 
Le tonalità delle fughe seguono l'ordine della cosiddetta "serie 1" (Reihe 1, così come la presenta lo stesso Hindemith nel suo trattato The Craft of Musical Composition) scegliendo come nota fondamentale (Ausgangton) un do. 

## LaReihe 1
La "serie 1" (Reihe 1), che ordina le tonalità nel Ludus Tonalis, si presenta così:

do - Do - sol - fa - la - mi - mi bemolle - la bemolle - re - si bemolle - re bemolle - si naturale - fa diesis.

Il fa diesis, non presente nella serie originale così come presentata nel trattato sopra indicato, è aggiunto all'elenco per completare la serie di dodici suoni.

## IlLudus Tonalise ilClavicembalo ben temperato
Il Ludus Tonalis si propose come l'equivalente del XX secolo al Clavicembalo ben temperato di Bach.
Diversamente dalla raccolta bachiana, tuttavia, i brani non fugati del Ludus Tonalis (gli interludi, corrispondenti in qualche modo ai preludi del Clavicembalo ben temperato) ripetono frequentemente il tema principale del brano, il che rende l'ascolto integrale della sequenza di brani un po' meno ostica al novizio.

## IlLudus Tonalise la dodecafonia
È possibile considerare il Ludus Tonalis come la più diretta applicazione della teoria di Hindemith in base alla quale i dodici suoni della scala cromatica, le cui frequenze sono scelte secondo il temperamento equabile, possono essere riferiti a uno qualsiasi di essi, scelto come nota fondamentale: Hindemith chiama questa nota scelta Ausgangton, letteralmente nota di uscita e la considera, in analogia al lessico tonale ma allargandone il concetto, una sorta di tonica attorno cui imperniare la gerarchia di rapporti. L'affinità fra le altre singole note e la Ausgangton può essere dedotta dalla posizione di ciascun suono lungo la successione degli armonici. In questo sistema di rapporti, la dualità fra i modi maggiore e minore perde di significato e anche la pratica della modulazione in senso tonale viene lasciata cadere.